# 臉 (松本清張)
《顏》（日语：松本清張ドラマスペシャル 顔），松本清張的短篇小說《顏》（かお），被改編爲電視劇，2009年12月29日於NHK放映。

## 2009年版

### 故事大綱
時值松本清張先生誕辰100週年之際，短篇作品“顏”改編電視劇。
昭和31年的東京，一文不值的井野被選為同一劇團的當紅女演員瞳主演的電影大作的配角。之後，開始了他的明星之路。但是，井野有著不為人知的過去。由於電影《顏》的熱映，井野擔心他的過去會被曝光，所以在他心中萌生了一出抹殺過去的劇情。
電影描繪了井野徘徊在作為明星擁有的榮耀與害怕過去被人所知的恐懼間的故事。 

### 演出
- 井野良吉：谷原章介
- 山田ミヤ子・葉山瞳：原田夏希
- 石岡貞三郎：高橋和也
- 田村刑事：大地康雄
- 杉本：中本賢
- 石井監督：塩野谷正幸
- 中江刑事：瀬川亮
- 石岡美智子：押元奈緒子
- 女給：美保純

### 製作
- 脚本：中園健司
- 演出：伊勢田雅也
- 音楽：佐橋俊彦
- 撮影技術：川村尚孝
- 技術：川崎和彦
- 編集：阿部格
- 照明：寺田博
- 音声：浜川健治
- 映像技術：牧野雅哉
- 美術：深尾高行
- 制作：NHK

## 2013年版

### 演出
- 小暮 涼子 - 松雪泰子
- 瀨川 真奈美 - 田中麗奈
- 飯村 恭三 - 坂口憲二
- 岸本 靖男 - 矢島健一
- 豐田 幸作 - 梨本謙次郎
- 石井 國光 - 中嶋しゅう
- 瀨川 和子 - 梅澤昌代
- 矢澤 憲太郎 - 大西武志
- 森坂 彰夫 - 山中聰
- 新堂 哲彥 - 武田真治
- 田村 正道 - 中原丈雄
- 五十嵐 晶子 - 稻森泉
- 其他 - 片岡明日香、西慶子、芳野友美、小泉麻耶、平間美貴、管勇毅、土屋史子、森見春菜

### 製作
- 脚本 - 根津理香
- 音樂 - 眞鍋昭大
- 演出 - 澤田鎌作、渡邊昭寬
- VFX - 小林一博、古川雄大
- 食品協調員 - 市原智津子
- 方言指導 - 仲野元子
- 撮影協力 - 京都市フィルムオフィス、大井川鐵道、学士会館、昭和電工川崎事業所
- 企畫協力 - 菊地實
- 協力 - 北九州市立松本清張記念館、エス・エヌ企画、日本文学振興会松本清張賞事務局
- 製作人 - 清水一幸、見戶夏美
- 制作著作 - 富士電視台

## 外部連結
- 《顏》2009年官方網站
- 《顏》2013年官方網站 （页面存档备份，存于）